# Udżan

s
Udżan – wieś w Armenii, w prowincji Aragacotn. W 2011 roku liczyła 2505 mieszkańców.